# 1946 en sport
Cet article présente les faits marquants de l'année 1946 en sport.

## Automobile
- 12 Grand Prix se disputent en France en 1946, de Lille à Perpignan en passant par Paris (3), mais aucune de ces courses n'a le label « Grand Prix de France ». Hors de l'Hexagone, 7 Grand Prix ont lieu, mais aucun avec un label de Grand Prix national.

## Baseball
- Les Saint-Louis Cardinals remportent les World Series face aux Boston Red Sox.
- En World Series noires le Eagles de Newark (NNL) s'imposent par 4 victoires à 3 face aux Kansas City Monarchs (NAL).

## Basket-ball
- 6 juin : création de la Basketball Association of America ancêtre de la NBA, la ligue professionnelle de basket-ball nord-américaine.
- 1er novembre : première rencontre de la Basketball Association of America (future NBA) opposant les Huskies de Toronto aux Knicks de New York[1].
- ESSMG Lyon est champion de France chez les hommes, c'est le FS Paris qui l'emporte chez les féminines.

## Boxe
- Le champion Joe Louis conserve son titre de champion du monde des poids lourds à la boxe en battant :
  - le 19 juin, Billy Conn par K.O. au 8e round à New York.
  - le 18 septembre, Tami Mauriello par K.O. au 1er round à New York.

## Cyclisme
- Le Belge Georges Claes s’impose sur le Paris-Roubaix.
- Le Suisse Hans Knecht s’impose sur le Championnat du monde sur route de course en ligne.

## Football
- 27 avril : Derby County remporte la Coupe d'Angleterre face à Charlton Athletic, 4-1.
- 26 mai : le Lille OSC remporte la Coupe de France face au Red Star, 4-2.
- Lille OSC est champion de France
- Torino est champion d'Italie
- FC Séville est champion d'Espagne
  - Article détaillé : 1946 en football

## Football américain
- 15 décembre : Chicago Bears champion de la National Football League. Article détaillé : Saison NFL 1946.

## Football canadien
- Coupe Grey : Argonauts de Toronto 28, Blue Bombers de Winnipeg 6

## Golf
- L'Américain Sam Snead remporte le British Open.
- L'Américain Lloyd Mangrum remporte l'US Open.
- L'Américain Ben Hogan remporte le tournoi de l'USPGA.
- L'Américain Herman Keiser remporte le tournoi des Masters.

## Hockey sur glace
- Les Canadiens de Montréal remportent la Coupe Stanley.
- Chamonix champion de France.
- Le HC Davos remporte le championnat de Suisse.

## Joute nautique
- Vincent Cianni remporte le Grand Prix de la Saint-Louis à Sète.

## Rugby à XIII
- 12 mai : à Lyon, Carcassonne remporte le Championnat de France face au Toulouse olympique XIII 12-0.
- 19 mai : à Toulouse, Carcassonne remporte la Coupe de France face au XIII Catalan 27-7.

## Rugby à XV
- La Section paloise est champion de France.
- Le Transvaal champion d'Afrique du Sud des provinces (Currie Cup).

## Tennis
- Tournoi de Roland-Garros :
  - Le Français Marcel Bernard s'impose en simple hommes.
  - L'Américaine Margaret Osborne s'impose en simple femmes.
- Tournoi de Wimbledon :
  - Le Français Yvon Petra s'impose en simple hommes le 7 juillet.
  - L'Américaine Pauline Betz s'impose en simple femmes.
- US Open :
  - L'Américain Jack Kramer s'impose en simple hommes.
  - L'Américaine Pauline Betz s'impose en simple femmes.
- Coupe Davis : l'équipe des États-Unis bat celle d'Australie : 5 - 0.

## Naissances
- 8 janvier : Fritz Künzli, joueur de football suisse, qui joua en équipe nationale de 1965 à 1977.
- 10 janvier : Robert Gadocha, joueur de football, membre de l'équipe de Pologne, championne olympique aux Jeux de Munich en 1972.
- 26 janvier : Charly Loubet, footballeur français, qui joua en équipe de France de 1967 à 1974.
- 9 février : Vince Papale, joueur américain de football U.S.
- 11 février : Ian Porterfield, footballeur britannique (Écossais). († 11 septembre 2007).
- 25 février : Jean Todt, ancien copilote de rallye français, directeur de la Scuderia Ferrari.
- 26 février : Bingo Smith, joueur professionnel américain de basket-ball.
- 28 février : Sylvain Vasseur, coureur cycliste français.
- 14 mars : Wes Unseld, joueur de basket-ball américain
- 31 mars : Klaus Wolfermann, athlète allemand spécialiste du lancer du javelot, champion olympique aux Jeux de Munich en 1972. († 18 décembre 2024).
- 4 avril : Alan Ehrlick, cavalier canadien de concours complet.
- 5 mai : Hervé Revelli, footballeur français.
- 11 mai : Georges Bereta, footballeur français.
- 18 mai : Reggie Jackson (Reginald Martinez Jackson), joueur de baseball américain.
- 22 mai : George Best, footballeur nord irlandais († 25 novembre 2005).
- 23 mai : David Graham, golfeur australien. († 20 septembre 2024).
- 24 mai :
  - Ian Kirkpatrick, joueur néo-zélandais de rugby à XV (troisième ligne aile), 113 sélections avec les All Blacks de 1967 à 1977.
  - Irena Szewińska, athlète polonaise († 29 juin 2018).
- 29 mai : Hector Yazalde, footballeur argentin. († 18 juin 1997).
- 30 mai : Dragan Džajić, footballeur yougoslave
- 18 juin : Fabio Capello, footballeur italien
- 10 juillet : Jean-Pierre Jarier, pilote automobile français.
- 18 juillet : Jacques Novi, footballeur international français.
- 19 juillet : Ilie Năstase, joueur de tennis roumain.
- 9 août : Issa Hayatou, dirigeant sportif camerounais. († 8 août 2024).
- 23 août : Jean-Luc Fugaldi, footballeur français. († 6 janvier 2005).
- 29 août : Bob Beamon, athlète américain.
- 8 octobre : Lennox Miller, sprinter  de la Jamaïque et des É.-U.. († 8 novembre 2004).
- 11 octobre : Sawao Kato, gymnaste japonais.
- 20 octobre : Lucien Van Impe, coureur cycliste belge, vainqueur du Tour de France 1976.
- 25 octobre : Elías Figueroa, footballeur chilien.
- 29 octobre : Hugo Bargas, footballeur argentin
- 2 décembre : Salif Keïta, footballeur malien.
- 7 décembre : Ahmed Faras, footballeur marocain. († 16 juillet 2025).
- 12 décembre : Emerson Fittipaldi, pilote automobile brésilien, champion du monde de Formule 1 en 1972 et 1974.
- 13 décembre : Pierino Prati, footballeur italien, champion d'Europe en 1968.
- 24 décembre : Patrick Vial, judoka français, médaillé de bronze aux Jeux olympiques d'été de 1976 à Montréal, il est le premier français médaillé olympique en judo.

## Principaux décès
- 24 mars : Carl Schuhmann, sportif allemand.